# Utiaritichthys
Genre
Utiaritichthys est un genre de poissons téléostéens de la famille des Serrasalmidae et de l'ordre des Characiformes.

## Liste d'espèces
Selon FishBase (30 juin 2015):
- Utiaritichthys esguiceroi Pereira & Castro, 2014[2]
- Utiaritichthys longidorsalis Jégu, Tito de Morais & Santos, 1992
- Utiaritichthys sennaebragai Miranda Ribeiro, 1937